# Malko selo
Malko selo (bulgariska: Малко село) är ett distrikt i Bulgarien.   Det ligger i kommunen Obsjtina Kotel och regionen Sliven, i den centrala delen av landet, 260 km öster om huvudstaden Sofia.
Trakten runt Malko selo består till största delen av jordbruksmark. Runt Malko selo är det ganska glesbefolkat, med 24 invånare per kvadratkilometer.